# ユニバーサル・シェル・プログラミング研究所
有限会社ユニバーサル・シェル・プログラミング研究所（USP研究所）とは、同社が考案したユニケージ開発手法の研究とライセンス販売を行っている営利企業である。代表取締役は當仲寛哲。

## 概要
ユニケージ開発手法やusp Tukubaiなどのユニケージ開発手法を適用するのに必要な同社が開発したツール、ミドルウェア、パッケージシステムのライセンス販売を行う傍ら、ユニケージ開発手法の教育講座や技能検定などを開催している。
また、出版事業にも力を入れており、「プログラミング言語AWK」、「伽藍とバザール」等の絶版本の復刊を行う傍ら、「シェルスクリプトマガジン」（2015年以前は「USPmagazine」）という月刊誌の発行も行っている。C言語に関する「Cプログラム高速化研究班」という書籍も刊行しており、こちらは中国語版も刊行されている。

これらの出版物に関しては、2013年以前は一部の大型書店、もしくは直販での取り扱いであったが、現在は一般書店での取寄、もしくは取り扱いが可能となっている。
社のロゴマークである「吾唯足知」は、龍安寺の蹲居をモチーフに作られている。

## BSDコンサルティング株式会社
平成24年6月1日に、有限会社ユニバーサル・シェル・プログラミング研究所の完全子会社としてBSDコンサルティング株式会社を設立。代表取締役は當仲寛哲（兼任）、取締役は後藤大地である。
今、ユニケージ開発手法にギークが熱狂するワケ【USP研究所代表＆オープンソースOSコミッター対談】（広告記事）では、USP研究所代表「當仲寛哲」とオープンソースOSコミッター「後藤大地」の対談という形の広告記事が掲載されているが、実際にはBSDコンサルティング株式会社の代表取締役と取締役の対談である。

## リンク
- USP研究所
- BSD Consulting, Inc.